# Miriam Ramos Heres
Miriam Ramos Heres é uma cantora, compositora, atriz, maestra e violonista cubana. Ganhadora do Prêmio Premio de la Feria Internacional CUBADISCO 1999 e da Categoria Canção desse mesmo prêmio em 1999 e 2000.[carece de fontes?]

## Biografia
Estudou inicialmente nos conservatórios "Amadeo Roldán" e "Alejandro García Caturla"; depois, foi aluna no Seminário de Música Popular, dirigido por Odilio Urfé, e na Escuela de Superación Profesional Ignacio Cervantes, onde se formou na especialidade de canto. É autodidata em guitarra e participou de cursos ministrados por Vicente González Rubiera (Guyún) e Alejo Carpentier. De 1963 a 1969 participou do Coro Nacional de Cuba dirigido por Serafín Pró. Em 1964 deu seu primeiro recital como solista acompanhada ao piano por Frank Emilio.

## Discografía
- Algo como las aguas en tormenta
- Ámame como si fuera nueva
- Canción desde Viñales
- Canción por un desaliento
- Canciones de lo inevitable
- Como si fuera la primera vez, texto: Nicolás Guillén
- Homenaje núm. 2
- Lluvia es
- Otra vez la guitarra
- Para tu piel, seas tú
- Señora: la mar